# Tom Keating
Thomas Patrick „Tom“ Keating (* 1. März 1917 in London; † 12. Februar 1984 in Colchester) war ein britischer Restaurator und wurde bekannt als Kunstfälscher.
Keating stammte aus einfachen Verhältnissen und arbeitete als Maler und Anstreicher, aber früh auch als Restaurator. Versuche, mit eigenen Werken am Kunstmarkt zu reüssieren, schlugen fehl. Keating wurde daraufhin zum Gegner des Galeriensystems und motivierte seine mehr als 2000 Fälschungen von über 100 Künstlern auch ideologisch. Er platzierte „Zeitbomben“ in seinen Kunstwerken, präparierte sie etwa so, dass sie bei Säuberung zerstört würden, brachte auch Anachronismen in seine Bildmotive ein. Keatings Technik ähnelte der der Venezianer, sein Idol war Rembrandt.
Keating fälschte nicht nur in Öl, sondern auch Aquarelle, und zwar von François Boucher, Edgar Degas, Jean-Honoré Fragonard, Thomas Gainsborough, Amedeo Modigliani, Rembrandt, Pierre-Auguste Renoir und Kees van Dongen.
1970 flog Keatings Fälschertätigkeit auf. 1977 wurde er verhaftet und angeklagt. Der Prozess wurde jedoch wieder eingestellt, da Keating zeigte, dass er in seine Kunstwerke kleine Fehler eingebaut hatte, um die Gründlichkeit der Kunstwissenschaftler und ihrer Gutachten zu prüfen, und da er darüber hinaus bereits größere gesundheitliche Probleme hatte. 1982–1984 wurde Keating als TV-Präsentator bekannt. In einer Serie stellte er Maler wie Cézanne, van Gogh, Renoir, Monet, Manet, Degas, Constable, Rembrandt, Turner und Tizian vor und malte zugleich jeweils ein Bild im Stil des porträtierten Meisters.
In seinem Todesjahr wurden bei Christie’s 204 von Keatings Werken erfolgreich versteigert.